# 蒂鲁沃卢尔
蒂鲁沃卢尔（羅馬化：Tiruvaḷḷūr）是印度泰米尔纳德邦蒂魯沃盧爾縣的一个城镇。2001年总人口45,517，2011年人口56,074。

## 人口
该地2001年总人口45517人，其中男性22924人，女性22593人；0－6岁人口4789人，其中男2433人，女2356人；识字率75.64%，其中男性为81.72%，女性为69.48%。